# Sachalin I

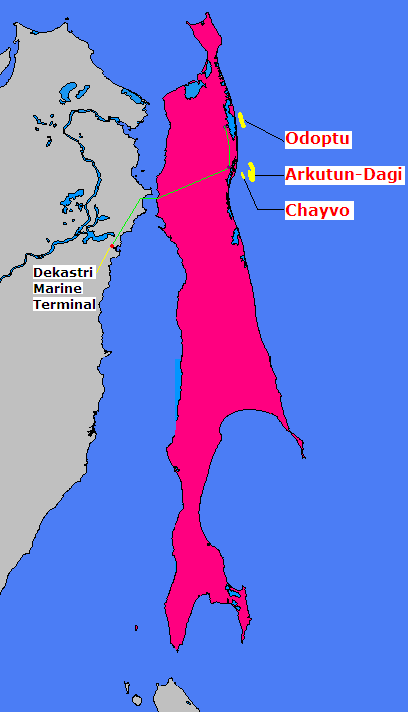
Förderfelder bei Sachalin

Sachalin I (englisch Sakhalin-I) ist ein Projekt zur Förderung von Erdöl und Erdgas bei der Insel Sachalin im Pazifischen Ozean in Russland.
Es wird von verschiedenen Erdöl- und Erdgaskonsortien unter Führung von Exxon Neftegas Ltd., einer Tochterfirma von Exxon Mobil durchgeführt.

## Beteiligte Unternehmen
| Unternehmen                                      | Mutterunternehmen                                                           | Land     | Anteil |
| ------------------------------------------------ | --------------------------------------------------------------------------- | -------- | ------ |
| Exxon Neftegas Ltd.                              | ExxonMobil                                                                  | USA      | 30 %   |
| SODECO (Sakhalin Oil & Gas Development Co. Ltd.) | Japan Petroleum Exploration Co., Japan National Oil Corp., Itochu, Marubeni | Japan    | 30 %   |
| ONGC Videsh Ltd                                  | Oil and Natural Gas Corporation                                             | Indien   | 20 %   |
| Sakhalinmorneftegas-Shelf                        | Rosneft                                                                     | Russland | 11,5 % |
| RN-Astra                                         | Rosneft                                                                     | Russland | 08,5 % |

 Quelle: 

## Geschichte
Das Projekt wurde 2001 begründet mit Unterstützung des russischen Staates.
2005 begann die Produktion im Feld Tschaino (Chayno), 2010 in Odoptu und 2015 in Arkutun-Dagi.
Erdöl und Erdgas werden mit Tankern und mittels einer Pipeline auf das Festland transportiert.
2011 wurde die weltweit größte Bohrlänge in Odoptu mit 12.443 Metern erreicht, 2014 in Tschaino auf über 13.000 Metern Länge.
Das Projekt wurde auch nach den Wirtschaftssanktionen zwischen Russland und den USA seit 2014 fortgesetzt.
Am 1. März 2022 verkündete ExxonMobil den Ausstieg aus dem Projekt. „Als Reaktion auf die jüngsten Ereignisse beginnen wir mit dem Prozess zur Einstellung des Betriebs und entwickeln Schritte zum Ausstieg aus dem Sachalin-1-Projekt.“ Nach dem vollzogenen Rückzug ist die Ölförderung zum Erliegen gekommen.
Anfang Januar 2023 war laut Betreiber die Fördermenge wieder bei 65 % der möglichen Kapazität, bis Ende Februar soll diese wieder bei 100 % liegen.

## Umweltprobleme
Umweltschutzorganisationen wie WWF wiesen mehrmals auf Belastungen der Umwelt durch die Produktion hin.
Umweltschutzauflagen der russischen Behörden für den Transport der Rohstoffe durch Nahrungs- und Lebensgebiete von Grauwalen werden nicht eingehalten.